# ستيلا سييرا
ستيلا سييرا (بالإسبانية: Stella Sierra) هي كاتِبة وشاعرة بنمية، ولدت في 5 يوليو 1917 في Aguadulce District ‏ في بنما، وتوفيت في 19 أكتوبر 1997.